# Sudaba Hasanova
 (juillet 2024).
Sudaba Hasanova (en azéri : Südabə Cəmşid qızı Həsənova, née le 5 février 1947 à Yenguidja, district de Norachen) est une personnalité politique azerbaïdjanaise, conseillère judiciaire d'État de 2e rang, avocate émérite de la République d'Azerbaïdjan (2017). 

## Activité professionnelle
- En 1971, Sudaba Djamchid guizi Hasanova est diplômée de la Faculté de droit de l'Université d'État d'Azerbaïdjan.
- En 1971-1973, elle travaille comme consultante au Département des organes judiciaires du ministère de la Justice de la RSS d'Azerbaïdjan.
- Depuis 1973-1979, juge au tribunal du district de Kirov (aujourd'hui Binagadi) de la ville de Bakou.
- En 1979, membre du tribunal municipal de Bakou et de son présidium.
- Le 27 mars 1980, elle est membre de la Cour suprême de la RSS d'Azerbaïdjan et de son Présidium et est approuvée comme présidente du conseil disciplinaire de la Cour suprême[2].
- En novembre 1980-1987, instructeur du Département des organes administratifs du Comité central du Parti communiste d'Azerbaïdjan.
- En avril 1987, S. Hasanova est nommée 1ère vice-ministre de la Justice de la République d'Azerbaïdjan.
- 1995-1998 - ministre de la Justice de la République d'Azerbaïdjan de.
- Dans les années 1987-1992, 1993-1998 - Premier vice-ministre de la Justice
- En 1998-2000 - ministre de la Justice de la République d'Azerbaïdjan
- En 2000-2005 - présidente de la Cour suprême de la République d'Azerbaïdjan[3]
- En 2005-2021 - juge à la Cour constitutionnelle de la République d'Azerbaïdjan[4].

## Prix et récompenses
- Ordre de la « Renommée » pour son travail efficace au sein du pouvoir judiciaire et des autorités judiciaires.
- Ordre de la Gloire (Azerbaïdjan)